# Harold Covington
Harold Armstead Covington (n. 14 septembrie 1953, Burlington⁠(d), Carolina de Nord, SUA – d. 21 iulie 2018, Bremerton⁠(d), Washington, SUA) fost un activist și scriitor neonazist. Covington era susținător al înființării unei „patrii pentru arieni” în nord-vestul țării⁠(d), idee cunoscută în comunitățile supremațiste drept Northwest Territorial Imperative, și a fost fondatorul Northwest Front (NF), o mișcare politică care a promovat cauzele separatismul alb.

## Biografie
Covington s-a născut în Burlington, Carolina de Nord⁠(d) în 1953. În 1968, la 15 ani, a început studiile în cadrul liceului Chapel Hill. În 1971, a absolvit liceul și s-a înrolat în armată.

#### Activități politice
În 1971, Covington s-a înscris în Partidului Național Socialist al Poporului Alb (NSWPP), succesorul Partidului Nazist American. S-a mutat în Africa de Sud în decembrie 1973, după ce și-a îndeplinit serviciul militar, și mai târziu în Rhodesia. Covington a fost membru fondator al Partidului Poporului Alb Rhodesian și a susținut că s-a înrolat în armata rhodesiană⁠(d), deși guvernul zimbabwian negat acest lucru și a precizat că nu a activat în cadrul armatei. A fost deportat din Rhodesia în 1976 după ce a trimis amenințat o congregație evreiască.
Covington s-a stabilit ulterior în Marea Britanie timp de câțiva ani unde a intrat în contact cu grupuri de extremă dreaptă și a fost implicat în înființarea organizației teroriste Combat 18 (C18) în 1992. C18 promovează  violența și antisemitismul, adoptând unele caracteristici ale extremei drepte americane.
Covington a fost menționat în mass-media în legătură cu atentatul din Charleston⁠(d) al cărui autor Dylann Roof⁠(d) a comentat despre Northwest Front Frontul în manifestul său și a criticat metodele și obiectivele sale. Conform lui Covington, atacul a fost „o prevedere a viitoarelor atracții”, dar a considerat în același timp că este o idee proastă pentru adepții săi să se implice în acte de violență aleatorii.
Covington a încetat din viață în Bremerton, Washington pe 14 iulie 2018.

## Câteva cărți ale autorului

### Cărți despre imperativul teritorial de nord-vest
- The Brigade

- A Distant Thunder

- A Mighty Fortress

- Freedom's Sons

- The Hill of the Ravens

- The Northwest Front Handbook

### Romane de mister
- The March Up Country

- The Renegade

- Other Voices, Darker Rooms: Eight Grim Tales

- The Black Flame

- Fire And Rain

- The Stars In Their Path: A Novel of Reincarnation

- Rose of Honor

- Slow Coming Dark: A Novel of the Age of Clinton

- Revelation 9

- Vindictus: A Novel of History's First Gunfighter

- Bonnie Blue Murder: A Civil War Murder Mystery

### Cărți despre politică
- Dreaming the Iron Dream: Collected Racial and Political Essays of Harold A. Covington